# David Spergel
David Nathaniel Spergel, född 25 mars 1961 i Rochester, är en amerikansk teoretisk astrofysiker, professor vid Princeton-universitetet och ledamot i The National Academy of Sciences. Han spelar en ledande roll i arbetet med att mäta den kosmiska bakgrundsstrålningen med WMAP-satelliten, först i det forskarlag som utvecklade idén och därefter i tolkningen av mätningarna.  År 2010 delade han Shawpriset med Charles L. Bennett och Lyman A. Page,Jr. för deras gemensamma arbete med WMAP.

## Bakgrund
Spergel föddes i Rochester i delstaten New York.  Han tog sin kandidatexamen i astronomi vid Princeton 1982, och flyttade därefter till Harvard University efter en kort tid vid Oxford. Han disputerade vid Harvard 1985 med en avhandling om mörk materia med titeln Astrophysical Implications of Weakly-Interacting Massive Particles.

## Forskning
Spergels intressen sträcker sig från sökandet efter planeter runt andra stjärnor till universum form.  De senaste åren har WMAP-satelliten varit i fokus för hans arbete.  Hans publikationer med WMAP-resultat belägger både första- och andraplatsen i två olika listor med de mest refererade vetenskapliga artiklarna i fysiken. and space science .